# HNK Zadar
Hrvatski nogometni klub Zadar nogometni je klub iz Zadra. U sezoni 2024./25. natječe se u 3. NL – Jug.

## Povijest
HNK Zadar osnovan je 26. srpnja 2020. godine kao formalni nasljednik NK Zadra. Klupski predsjednik postao je Damir Knežević, dotadašnji predsjednik NK Zadra, a Marko Pinčić imenovan je trenerom. On je iznenadno podnio ostavku te je Josip Butić postao novi glavni trener, a njegov pomoćnik Zvonimir Jurić. Dana 8. siječnja 2021. godine klub je objavio kako Želimir Terkeš postaje novi glavni trener, a Dragan Blatnjak njegov pomoćnik.

## Treneri
- Marko Pinčić (21. srpnja 2020. – 24. srpnja 2020.)
- Josip Butić (25. srpnja 2020. – 8. siječnja 2021.)
- Želimir Terkeš (8. siječnja 2021. – 2. prosinca 2022.)
- Dragan Blatnjak (7. prosinca 2022. – 26. lipnja 2023.)

## Vanjske poveznice
- Službena web-stranica
- Profil, HNS Semafor